# هيو روبرتس (مهندس معماري)
هيو روبرتس (بالإنجليزية: Hugh Roberts)‏ هو مهندس معماري أمريكي، ولد في 1867 في بروكلين في الولايات المتحدة، وتوفي في 1928.